# Constantin Gâlcă
Constantin Gâlcă, född 8 mars 1972, är en rumänsk fotbollstränare och före detta professionell fotbollsspelare som spelade som central- och defensiv mittfältare för fotbollsklubbarna Progresul București, Argeș Pitești, Steaua București, Mallorca, Espanyol, Villarreal, Real Zaragoza och Almería mellan 1988 och 2006. Gâlcă vann fyra raka ligamästerskap (1992-1993, 1993-1994, 1994-1995 och 1995-1996), två rumänska cuper (1991-1992 och 1995-1996) och två rumänska supercuper (1994 och 1995) med Steaua București samt en Copa del Rey med Espanyol för 1999-2000. Han spelade också 68 landslagsmatcher för det rumänska fotbollslandslaget mellan 1992 och 2000.
Efter den aktiva spelarkarriären har Gâlcă varit tränare för Almería B, Rumänien U17, Steaua București och Espanyol. När han tränade Steaua vann han trippeln (Liga I, rumänska cupen och rumänska supercupen) för säsongen 2014-2015.